# Hypercompe pertestacea
Hypercompe pertestacea là một loài bướm đêm thuộc phân họ Arctiinae, họ Erebidae.